# CHAMP
O Challenging Minisatellite Payload (abreviado como CHAMP) foi um satélite alemão, lançado em 15 de julho de 2000 do Cosmódromo de Plesetsk através de um veículo lançador Kosmos-3M. Teve como objetivo estudar a atmosfera e a ionosfera, além de outras pesquisas geocientíficas, como a ocultação de rádio de sinais de GPS.
Foi posto em uma órbita geocêntrica baixa quase circular e quase polar, em uma altitude de 454 km. O satélite era operado pelo GeoForschungsZentrum (GFZ) localizado em Potsdam, na Alemanha. Seus instrumentos consistiam de acelerômetro, magnetômetro, sensor inercial, retro-refletor de raios laser e receptor de GPS.
Em fevereiro de 2010, manobras foram realizadas para aumentar o arrastro do satélite com a atmosfera, com o intuito de realizar sua lenta reentrada, resultando em uma órbita de pouco menos de 300 km.
O satélite finalmente reentrou na atmosfera em 19 de setembro de 2010 sobre o Mar de Okhotsk, ao leste da Sibéria, após 10 anos, 2 meses e 4 dias de operação.